# Ropicosybra schurmanni
Ropicosybra schurmanni là một loài bọ cánh cứng trong họ Cerambycidae.